# Die Geburt der Venus (Botticelli)
La nascita di Venere, deutsch: Die Geburt der Venus ist ein Gemälde von Sandro Botticelli. Es stellt die Ankunft der römischen Göttin Venus an der Küste von Paphos dar. Das Bild befindet sich in den Uffizien in Florenz.

## Geschichte

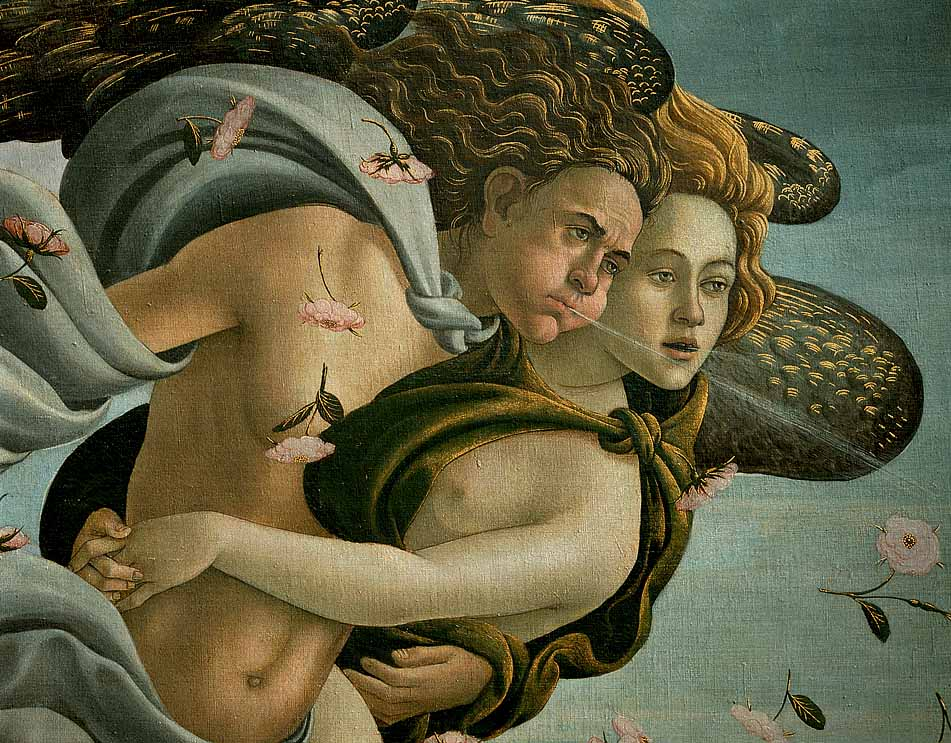
Zephyr und seine Gefährtin (Aura bzw. Chloris)

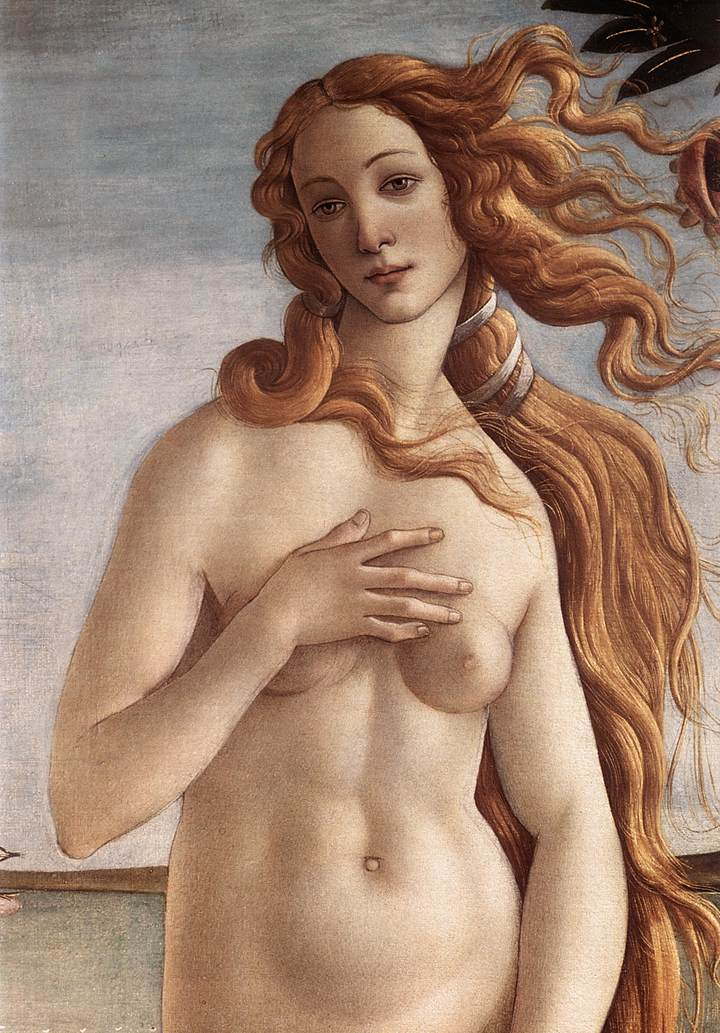
Detail: Venus pudica (schamhafte Venus, weil sie Scham und Brüste bedeckt)

Empfangnahme durch eine der Horen (Personifikation des Frühlings) mit purpurnem Mantel für Venus

Italienische 10-Cent-Münze mit dem Porträt der Venus

Das großformatige Gemälde dürfte, wie auch Botticellis Primavera, eine Auftragsarbeit für Lorenzo di Pierfrancesco de’ Medicis Villa di Castello gewesen sein und eine Huldigung an die Liebe des 1478 während der Pazzi-Verschwörung getöteten Giuliano di Piero de’ Medici zu Simonetta Vespucci, deren Gesicht es vermutlich darstellt.
Giorgio Vasari beschreibt das Bild in den Vite als „Venus, die geboren wird, mit den Lüftchen und Winden, die sie auf die Erde bringen …“. Jacob Burckhardt nennt das Bild in seinem Cicerone „… auf einer Muschel über die Flut schwebende Venus“.

## Geburtsmythos und Vorbilder
Nach Hesiod ist Aphrodite, das Pendant der griechischen Mythologie zur römischen Göttin Venus, eine Tochter des Uranos. Dessen Sohn Kronos schnitt ihm, auf Rat seiner Mutter Gaia, die Geschlechtsteile mit einem Sichelhieb ab und „warf diese hinter sich“ ins Meer. Das Blut und der Samen vermischten sich mit dem Meer, welches ringsum aufschäumte und daraus Aphrodite, „die Meerschaumgeborene“, gebar, die dann von Zephyr geleitet zunächst nach Kythera, dann an der Küste von Zypern an Land ging und ihre Blöße hinter einem Myrtenstrauch verbarg.
Die Geburt der Venus ist eines der Werke Botticellis, die Beschreibungen klassischer griechischer Meisterwerke durch antike Schriftsteller zum Vorbild nahmen, in diesem Fall ein Gemälde des Apelles, das „Venus Anadyomene“ hieß, „Venus, die dem Meer entsteigt“.
Die Darstellung der auf einer Muschel an Land gleitenden Venus wird vermutlich von den „stanze per la giostra“ des italienischen Humanisten und Renaissance-Dichters Angelo Poliziano übernommen. Aphrodite wurde in der griechischen Mythologie aus einer Muschel geboren, die ihrerseits nach antiker Meinung aus dem Meerschaum entstand. Die Muschel wird hier als Jakobsmuschel dargestellt.[Belege benötigt]
In der Haltung der Venus orientierte sich Botticelli an dem antiken Typus der Knidischen Aphrodite des attischen Bildhauers Praxiteles oder der Venus Pudica (der „schamhaften“ Venus). Eine Statue von diesem Typus, die Venus Medici (heute in den Uffizien in Florenz), befand sich ab dem 16. Jahrhundert im Besitz der Medici, kam aber erst 1677 von Rom nach Florenz.

## Beschreibung und Interpretation
Entgegen dem Bildtitel ist nicht die Geburt der Venus, sondern ihre Anlandung am Strand von Zypern nach Hesiod dargestellt.
Die Venus steht leichtfüßig auf einer Muschelschale, die vom Westwind Zephyr durch eine idealisierte Landschaft getrieben wird, die auch mögliche italienische Bezüge aufweist. Die Frauengestalt in der Umarmung Zephirs wird als Aura, die Göttin der sanften Morgenbrise[Belege benötigt] oder – in Anlehnung an das andere große Gemälde Botticellis, Primavera – als Nymphe Chloris gesehen, die sich nach der Vorlage von Ovids Fasten (5, 195 ff.) erst nach der Umarmung durch Zephyr in „Flora“, die Göttin der Frühlingsblüte, verwandelt. Erst die Umarmung ist also die Voraussetzung für frühlingshaftes, sich fortpflanzendes Geschehen: „genitalis aura favoni“, wie es in Lukrez’ Lehrgedicht De rerum natura heißt (Buch 1, 11). Ein Erkennungsmerkmal für Chloris ist nach Ovid, dass sie beim Sprechen Rosenblüten ausstößt. Somit wäre dieses Bild eine thematische Variation zu Primavera, wo Venus ebenfalls eine zentrale Position im Bild einnimmt. Venus und Primavera bilden somit in Botticellis Werk zwei einander ergänzende Allegorien, was ganz der antiken Vorstellung entspricht.
Von rechts reicht der Venus eine der Horen, Göttinnen der Jahreszeiten, einen Mantel.
Die Landschaft zeigt sich hier vereinfacht und idealisiert. Einfache kurze Gräser bedecken das Land. Zwei Rohrkolben, Pflanzen, die am Meeresstrand real gar nicht gedeihen, deuten sparsam und symbolhaft die Ufervegetation an, drei kerzengerade Stämme hartlaubiger Bäume einen Hain. Das Meer mit seinen leicht gekräuselten Wellen und dem Meeresschaum an der Küste sind ähnlich sparsam und dabei doch anschaulich dargestellt. Das eingestreute Gold auf den Wellen, die in dreieckigen und gewellten Linien gezeichnet sind und das Gold auf den Gräsern symbolisieren ein göttliches Licht. Umso auffälliger sind im Gegensatz zur Darstellung von Landschaft und Meer die Myrten der Aura zu sehen und noch mehr die Prächtigkeit des von der Hore dargebotenen Gewandes, in das ornamentale Gänseblümchen kunstvoll eingewoben sind. Im Gewand der Hore sind schmucke  Kornblumen zu sehen.
Trotz ihrer Nacktheit ist die Göttin kein Symbol der körperlichen, sondern der geistigen Liebe. Die keusche Pose ist wohl einer Venus pudica (einer schamhaften Venus) nachempfunden.
Die Anatomie der Venus entspricht nicht dem klassischen Realismus von Leonardo oder Raffael, der (zu) lange Hals oder die anatomisch nicht korrekte Haltung der linken Schulter sind eher ein Vorgriff auf den Manierismus, sie betonen jedoch die Schönheit der Venus.
Botticellis Bild ist vielleicht inspiriert von einem Homerischen Hymnus, der die Ankunft der Göttin auf Zypern besingt: „Aphrodite die schöne, die züchtige will ich besingen … die der meerumflossenen Kypros Zinnen beherrscht, wohin sie des Zephyros schwellender Windhauch sanft hintrug auf der Woge des vielaufrauschenden Meeres im weichflockigen Schaum … und die Horen nahmen mit Freuden sie auf.“ Der Einfluss von Ovids Metamorphosen und Fasti sowie von Polizianos Versen ist ebenso spürbar. In einer Ära, in der fast alle Gemälde biblische Themen darstellten, ist die Geburt der Venus in ihrer Darstellung antiker mythologischer Figuren eine Ausnahme.
Entgegen Theorien, Botticelli habe in diesem Bild den Goldenen Schnitt eingesetzt (z. B. in den Proportionen der Venus), ist der Faktor Φ nicht exakt im Bild zu messen.[Belege benötigt]
Diese Darstellung ist die erste bekannte Verherrlichung der Schönheit des unbekleideten Frauenkörpers seit der Antike in seiner eigenen ästhetischen Vollkommenheit. Vielfach wurde in der Literatur versucht, erotische, moralische oder religiöse Absichten zwischen Antike und Christentum in dieses Bild hineinzudeuten.[Belege benötigt] Die Verherrlichung der Venus entzieht sich aber in ihrer fast unpersönlichen Absolutheit diesen vielfältigen Interpretationen.

## Rezeption
- Ottorino Respighi: Trittico Botticelliano: 1. La Primavera, 2. L’adorazione dei Magi, 3. La nascita di Venere. Suite für kleines Orchester (1927).
- In der Verfilmung von Neil Gaimans Coraline wird in einer Theaterszene die Geburt der Venus nachgestellt.
- Die italienische 10-Cent-Münze zeigt den Kopf der Venus Botticellis.
- In Episode 9 der 5. Staffel von Die Simpsons ("Homer liebt Mindy") wird das Bild graphisch rezipiert.[11]
- In dem Liedtext des Liedes Modern Love von Peter Gabriel aus dem Jahr 1977 wird Die Geburt der Venus erwähnt („I trusted my Venus/ Was untouched in her shell/ But the pearls, the pearls in her oyster/ Were tacky as hell“).[12]